# 経口補水療法
経口補水療法（けいこうほすいりょうほう、英: Oral rehydration therapy、ORT）とは、一種の補液を使用し脱水症状の予防と治療をすることであり、特に下痢による脱水に行われる。緊急時や輸液による補水が設備などの問題で困難な場合に有効であり、医療設備に乏しい開発途上国での治療や一般の脱水症状の応急処置などに用いられる。飲料水に一定量のブドウ糖と塩が含まれた経口補水液(ORS)が用いられ、特にナトリウムとカリウムの含有量が重要である。経口補水療法は経鼻胃管が用いられる場合もある。この療法を行うにあたり、定期的な亜鉛サプリメントの使用を定期的に含める必要がある。経口補水療法により下痢による死亡の93 %を減少させると推測される。
副作用には、嘔吐、高ナトリウム血症、高カリウム血症などがあげられる。嘔吐を起こした場合、10分ほどあけてから徐々に再開することが推奨される。推奨される配合には塩化ナトリウム、クエン酸ナトリウム、塩化カリウム、グルコースなどがあげられる。これらが入手できない場合は、グルコースをスクロースに置き換え、クエン酸ナトリウムを炭酸水素ナトリウムに置き換えることができる。作用機序はグルコースによってナトリウムの取り込みを増加させるため腸からの水分の吸収が促進される。この他にもいくつかの配合があるのに加えて自家製の配合もある。しかし、自家製の配合補液について十分な研究はされていない。
経口補水療法は1940年代に開発されたが一般的に用いられるようになったのは1970年代である。WHO必須医薬品モデル・リストに収載されている。開発途上国での卸売り価格は1リットル分の補液が作れるの配合パック１つで0.03米ドルから0.20米ドルである。2015年より世界の41 %の下痢の小児患者に経口補水療法がおこなわれた。この療法は５歳未満の子供の死亡数を下げる重要な役割を果たしている。